# Chanverrie
Chanverrie es una comuna nueva francesa situada en el departamento de Vandea, de la región de Países del Loira.

## Historia
Fue creada el 1 de enero de 2019, en aplicación de una resolución del prefecto de Vandea de 99 de septiembre de 2018 con la unión de las comunas de Chambretaud y La Verrie, pasando a estar el ayuntamiento en la antigua comuna de La Verrie.

## Demografía
Según los datos aportados en la resolución del prefecto de Vandea, la comuna se crea con 5677 habitantes.

## Composición
| Comuna fusionada | Código INSEE | Población (2016) | Superficie (km²) | Densidad (hab./km²) |
| ---------------- | ------------ | ---------------- | ---------------- | ------------------- |
| Chambretaud      | 85048        | 1558             | 16.22            | 96                  |
| La Verrie        | 85302        | 3987             | 16.22            | 92                  |